# Federazione di rugby a 15 della Francia
La Fédération française de rugby, il cui acronimo è FFR, è l'organismo di governo del rugby a XV in Francia.
Fondata nel 1919, assunse il nome attuale nel 1920. Sotto la sua giurisdizione ricade l'attività disciplinare dei campionati nazionali di club e quella organizzativa delle Nazionali maschile e femminile di rugby XV e VII, nonché delle loro relative sottocategorie (Nazionali A, Emergenti, Speranze, U-23, U-17 e giovanili).
Riconosciuta “Ente di pubblica utilità” già nel 1922, aderisce all'International Rugby Board dal 1978 dopo essere stata capofila per anni (dal 1934) di un'associazione alternativa all'IRB, la FIRA. A capo della FFR siede dal 1991 Bernard Lapasset, che dal 1995 siede nel consiglio esecutivo dell'IRB stessa e dal 1º gennaio 2008 ne è presidente, dopo essere stato anche presidente del comitato organizzatore della Coppa del Mondo di rugby 2007 organizzata proprio dalla FFR.

## Storia

Il logo federale (2008-19)

Di rugby in Francia, si inizia a parlare nel 1872. A Le Havre, zona frequentata da marinai e commercianti inglesi, si disputò la prima partita e venne fondato il primo club, il Le Havre Athletic Club. Nel 1877 il gioco arriva a Parigi, dove nel 1879 viene fondato il Paris Football Club, che organizza squadre sia di calcio che di rugby.
Nel 1897 le squadre di rugby contribuirono alla nascita dalla Union des sociétés françaises de sports athlétiques (USFSA), federazione multisportiva che si sciolse dopo la prima guerra mondiale e che gestì il rugby sino al 1919.
L'attuale federazione, venne formata nel 1919 ed è affiliata all'International Rugby Board dal 1978. È responsabile della rappresentativa nazionale e del Top 14.
Nel 1930, il dilagare di forme professionistiche sempre meno occulte, portò alla scissione da parte di una dozzina di club, che diedero vita alla Union française de rugby amateur. Questo unito alla violenza di gioco sempre più diffusa, con la morte di un giocatore in una semifinale del campionato 1930, portò le federazioni britanniche, nel maggio 1931, ad escludere la nazionale francese dal "Cinque Nazioni".
Le due federazioni si "riappacificarono" nel maggio 1932, con il ritorno dei club dissidenti nell'alveo della federazione, che però non riconobbe mai il torneo dell'UFRA, come campionato nazionale.
Nel 1934, per rompere l'isolamento, la FFR creò la Federation International Rugby Amateur (FIRA), insieme a Italia, Catalogna, Cecoslovacchia, Romania e Germania, tentando di organizzare la rugby union indipendentemente dall'IRB.
Riammessa la nazionale nel Cinque Nazioni alla fine del 1939 (ma di fatto, causa la guerra, solo nel 1947), la FFR continuò, attraverso la FIRA ad aiutare (ma secondo alcuni a controllare) il rugby continentale sino al 1999, quando l'IRB riformulò il sistema delle sue federazioni continentali.